# Lijningang
Een lijningang of line-in is een asymmetrische ingang die op de meeste audio-versterkers en geluidskaarten aanwezig is. De voorvoegsels lijn- en line duiden op de "lijnniveau-standaard" die de impedantie en het signaalniveau van degelijke verbindingen vastlegt.
De meeste apparatuur biedt in- en uitgangen voor lijnniveau, zodat een veelheid van apparaten gemakkelijk gekoppeld kan worden. 
Ook het niveau van een standaard hoofdtelefoonuitgang — bijvoorbeeld van een mp3-speler — kan gebruikt worden om een lijningang aan te sturen. Een uitzondering zijn platenspelers, die vaak geen lijnuitgang hebben: ze bieden alleen de directe spanning van het element aan. Ze hebben dan ook een converter nodig welke naast een niveaucorrectie (versterking) ook de RIAA-correctie uitvoert.

## Karakteristieken
De maximale topwaarde van het signaal is voor een lijningang vijfhonderd mV, en de ingangsimpedantie is relatief hoog, ongeveer 47 kΩ. Fysiek wordt de verbinding meest uitgevoerd met 3,5 mm stereo minijacks (geluidskaarten), met tulpstekkers en 6 mm jacks (audioapparatuur), of met DIN-connectoren (oudere audioapparatuur).
De kwaliteit van een lijnverbinding is niet gespecificeerd, en hangt af van de feitelijke implementatie van de in- en uitgangen. Zo kan een oude geluidskaart de lijningang aftasten met een lage frequentie en verwerken met lage resolutie, waardoor er kwantiseringsruis ontstaat en de frequentie- en amplitude-dynamiek kleiner worden. In een high-endversterker kan daarentegen alle moeite gedaan zijn om het signaal onvervormd te ontvangen.
Door de asymmetrische aard van normale lijnverbindingen zijn installaties die ze gebruiken, gevoelig voor aardlussen.